# Johann Christoph Bach (1645-1693)
Johann Christoph Bach (Erfurt, 22 febbraio 1645 – Arnstadt, 28 agosto 1693) è stato un musicista tedesco.
Fu musicista presso Arnstadt, era il terzo figlio di Christoph Bach e il fratello gemello di Johann Ambrosius Bach. Era lo zio di Johann Sebastian Bach. Ha sposato Martha Elisabeth Eisentraut (1654-1719).